# Erazem in potepuh
‎
Erazem in potepuh je knjiga pisateljice Astrid Lindgren. 

### Zgodba
Erazem in potepuh je zgodba o potepuhu Oskarju in dečku z gladkimi lasmi 9-letnemu Erazmu, ki nima družine, ker nima staršev in doma ter živi v sirotišnici, kjer za vsak njegov korak skrbi prav nič prijazna gospodična Jastreb. Ko nekega dne Erazem pobegne iz sirotišnice, sreča na svoji poti prijaznega in prisrčnega potepuha Oskarja, ki ga najprej pregovarja naj se raje vrne v sirotišnico, kasneje pa mu dovoli ostati in se preživljata s petjem in sekanjem drv starim gospem. Skupaj preživita veliko nenavadnih, nevarnih pa tudi zanimivih dogodivščin,ter razkrinkata velika tatova Lifa in Liandra v mestu. Na koncu se vse dobro izteče in Erazem končno najde svojo novo družino, topel dom in občuti, kako je živeti družinsko življenje.

## TV predelava
TV Ljubljana je po knjigi posnel igrano nadaljevanko v petih delih.